# 桜井静

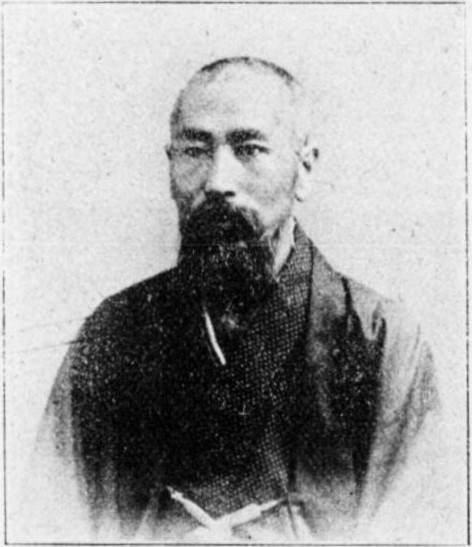
桜井静

桜井 静（櫻井 靜、さくらい しずか、1857年11月26日（安政4年10月10日）- 1905年（明治38年）8月25日）は、明治期の実業家、政治家。衆議院議員。旧姓・吉川。

## 経歴
下総国香取郡牛尾村（千葉県香取郡牛尾村、東条村を経て現多古町牛尾）で、吉川為右衛門の二男として生まれた。池田栄亮に師事し漢学、英学を修めた。1869年（明治2年）県立学校を卒業。1871年（明治4年）宮谷県租税課に出仕し、木更津県、千葉県にも務めた。1876年（明治9年）武射郡小池村（二川村、山武郡二川村を経て現芝山町小池）の桜井吉造の婿養子となった。
1879年（明治12年）7月、全国の府県会議長に「国会開設懇請協議案」を送付。同年12月、私擬憲法草案「大日本国会法草案」を公にした。1880年（明治13年）4月、地方連合会創立事務所を東京有楽町に開設し、国会開設の誓願運動を全国に展開しようともくろんだが、同年6月、集会条例によって解散を命ぜられた。
その後、1880年12月の千葉県会議員懇談会で民権派の政治新聞社「総房共立新聞社」の設立を提案し、1881年（明治14年）6月に社長となり新聞を発刊したが、当局の厳しい取り締まりを受けて、1882年（明治15年）10月に廃刊となった。
1884年（明治17年）9月、千葉県会議員補欠選挙で当選し、1885年（明治18年）5月まで在任した。同年には民権思想の理論的著作『真理実行論』を出版した。1887年（明治20年）海外移住植民調査のためアメリカ合衆国、カナダを半年ほど視察した。
1893年（明治26年）北海道に渡り忍路郡塩谷村（現小樽市塩谷）に農場を開設し造林開墾事業を営んだ。
1902年（明治35年）8月、第7回衆議院議員総選挙（千葉県全県区）で初当選し、第8回総選挙でも再選され、衆議院議員に連続2期在任した。
日露戦争では主戦論を主張し、1905年（明治38年）1月、大連に渡り、桜井組を経営し、大連居留民会長を務めた。しかし、同年8月、持論が受け入れられないことを理由に、大連で自殺した。

## 国政選挙歴
- 第1回衆議院議員総選挙（千葉県第5区、1890年7月、無所属）落選[8]
- 第7回衆議院議員総選挙（千葉県全県区、1902年8月、憲政本党）当選[7]
- 第8回衆議院議員総選挙（千葉県全県区、1903年3月、憲政本党）当選[7]
- 第9回衆議院議員総選挙（千葉県全県区、1904年3月、憲政本党）落選[7]

## 著作
- 『心理実行論』桜井静、1885年。

## 親族
- 妻 桜井千可子（養父長女）[1]
- 甥 吉川才三郎（千葉県会議員）[1]